# Igor Sijsling
Igor Sijsling (Amsterdam, 18 agosto 1987) è un tennista olandese.
Ha vinto un torneo ATP in doppio con Édouard Roger-Vasselin nel 2013, anno in cui ha anche raggiunto la finale di doppio agli Australian Open con Robin Haase.

## Carriera
Ottiene il suo best ranking in singolare il 17 febbraio 2014 con la 52ª posizione, ha raggiunto dquattro finali ATP in doppio in carriera, tra cui spicca l'Australian Open 2013 insieme a Robin Haase.
In Coppa Davis gioca un totale di undici match con la squadra olandese vincendone quattro.

## Statistiche

### Doppio

#### Vittorie (1)
| Legenda                        |
| Grande Slam (0)                |
| ATP World Tour Finals (0)      |
| ATP World Tour Master 1000 (0) |
| ATP World Tour 500 (0)         |
| ATP World Tour 250 (1)         |

| Numero | Data           | Torneo                | Superficie | Compagno               | Avversari in finale           | Punteggio   |
| 1.     | 28 luglio 2013 | Atlanta Open, Atlanta | Cemento    | Édouard Roger-Vasselin | Colin Fleming Jonathan Marray | 7-6(6), 6-3 |

#### Finali perse (3)
| Legenda                                             |
| Grande Slam (1)                                     |
| ATP World Tour Finals (0)                           |
| ATP Masters Series / ATP World Tour Master 1000 (0) |
| ATP International Gold / ATP World Tour 500 (0)     |
| ATP International Series / ATP World Tour 250 (2)   |

| Numero | Data            | Torneo                     | Superficie  | Compagno               | Avversari in finale            | Punteggio      |
| 1.     | 20 luglio 2008  | Dutch Open, Amersfoort     | Terra rossa | Jesse Huta Galung      | František Čermák Rogier Wassen | 5-7, 5-7       |
| 2.     | 26 gennaio 2013 | Australian Open, Melbourne | Cemento     | Robin Haase            | Bob Bryan Mike Bryan           | 3-6, 4-6       |
| 3.     | 20 luglio 2013  | Colombia Open, Bogotà      | Cemento     | Édouard Roger-Vasselin | Purav Raja Divij Sharan        | 6(4)-7, 6(3)-7 |